# Aleksander Reszczyński
Aleksander Stanisław Reszczyński h. Rawicz (ur. 27 marca 1892 w Warszawie, zm. 4 marca 1943 tamże) – polski wojskowy i policjant, członek Polskiej Organizacji Wojskowej, oficer Policji Państwowej II RP, komendant Policji Polskiej Generalnego Gubernatorstwa w Warszawie, zasłużony współpracownik Kontrwywiadu ZWZ-AK. 

## Życiorys
W czasie I wojny światowej członek Polskiej Organizacji Wojskowej, zaangażowany w tworzenie Straży Obywatelskiej. W listopadzie 1918 r. uczestniczył w rozbrajaniu Niemców. Po odzyskaniu przez Polskę niepodległości przystąpił do Straży Narodowej, tworzonej przez Narodową Demokrację. W marcu 1919 r. przeniósł się natomiast do Milicji Ludowej, opanowanej przez działaczy Polskiej Partii Socjalistycznej. Po rozwiązaniu Milicji Ludowej w czerwcu 1919 r. wstąpił do Policji Państwowej (PP). W czasie wojny polsko-bolszewickiej współorganizował bataliony policyjne, które przekształcono w 213. Ochotniczy Pułk Piechoty. Nie uczestniczył w walkach na froncie.

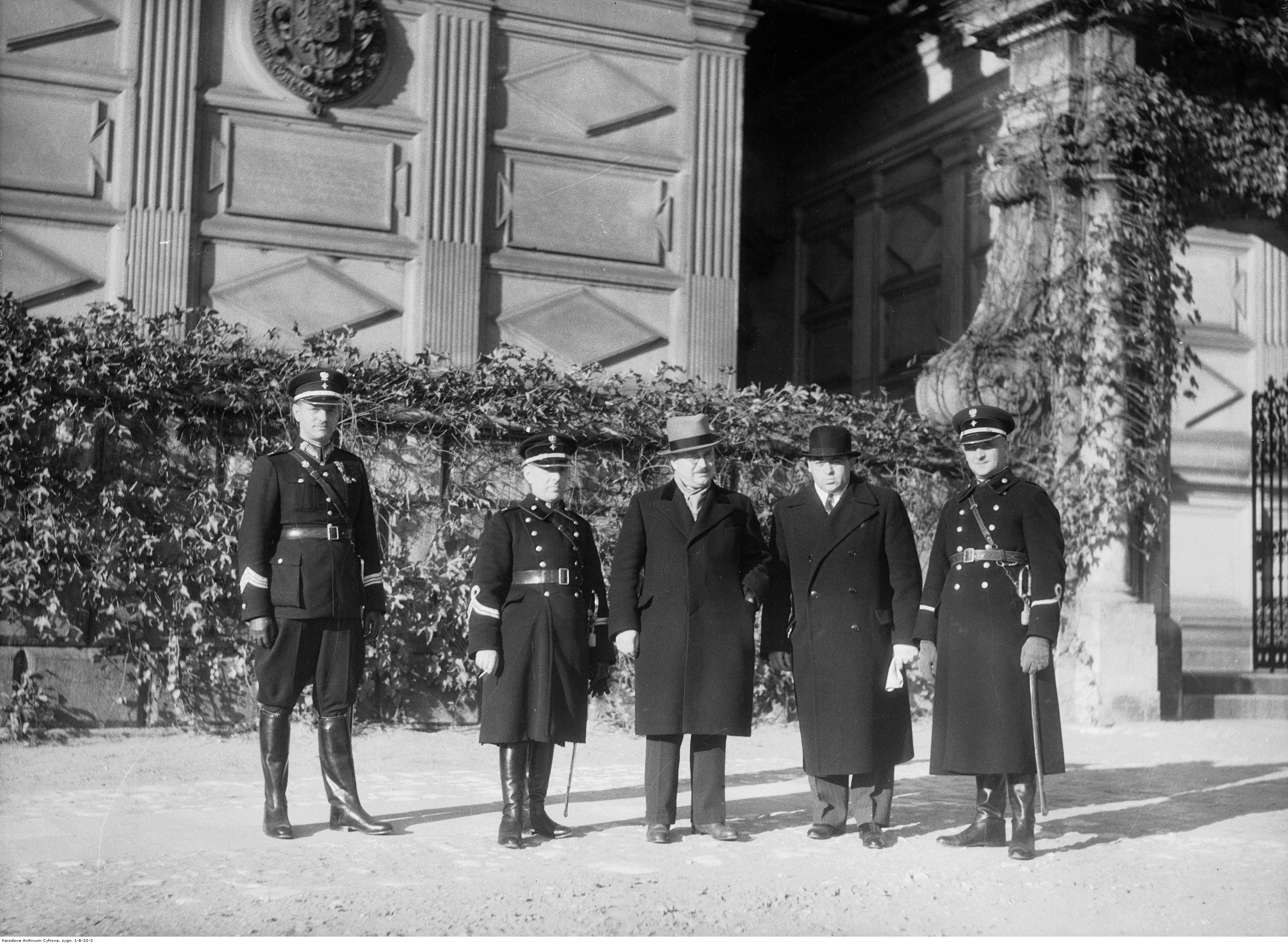
Komendant Policji Państwowej w Krakowie Aleksander Reszczyński z grupą osób przed katedrą na Wawelu

Od sierpnia 1919 r. sprawował, w stopniu inspektora (odpowiednik wojskowy – porucznik)  funkcję komendanta III Posterunku PP w Lublinie. Od czerwca do września 1922 r. pełnił funkcję komendanta PP miasta Lublina, a po likwidacji komendy miejskiej – do grudnia 1922 r. – komendanta powiatowego PP w Lublinie. W listopadzie 1922 r. awansowany do stopnia nadkomisarza (kapitana). W lutym 1925 r. mianowany komendantem PP miasta Wilna. W kolejnych latach pełnił również funkcję komendanta policji miasta Lwowa (do 10 października 1929 r.), a następnie komendanta powiatowego PP we Lwowie. Pomiędzy rokiem 1933 a czerwcem 1936 był komendantem PP miasta Krakowa. Awansowany do stopnia podinspektora (majora). Od czerwca 1936 r. pełnił funkcję komendanta PP miasta Poznania. Z dniem 10 września 1938 r. objął stanowisko oficera inspekcyjnego w Komendzie Wojewódzkiej PP w Lublinie. Funkcję tę pełnił do wybuchu II wojny światowej.
9 września 1939 r. ewakuowany z Lublina wraz z oddziałami Policji Państwowej i zawodowej Straży Pożarnej (prawdopodobnie z rozkazu prezydenta miasta – Bolesława Liszkowskiego, realizującego zarządzenie premiera gen. Felicjana Sławoj-Składkowskiego) w kierunku Tarnopola. 29 września, w niewyjaśnionych okolicznościach powrócił do miasta wraz z kilkoma oficerami i rozpoczął organizację Obywatelskiej Straży Bezpieczeństwa zainspirowanej strażami obywatelskimi tworzonymi w okresie I wojny światowej. Organizacja ta została przez Niemców uznana za organ porządkowy i w grudniu 1939 r. włączona w struktury Policji Polskiej Generalnego Gubernatorstwa (tzw. granatowej policji). Podinsp. A. Reszczyński objął stanowisko oficera łącznikowego Policji Polskiej przy niemieckim komendancie żandarmerii dystryktu Lublin (Kommandeur der Gendarmerie – KdGend), która stanowiła odpowiednik przedwojennego stanowiska komendanta wojewódzkiego Policji Państwowej.
Po aresztowaniu w ramach akcji AB, 6 maja 1940 r., ppłk. Mariana Kozielewskiego, inspektora Policji Polskiej dla miasta Warszawy oraz 69 podległych mu oficerów, 26 czerwca, A. Reszczyński został przeniesiony i w stopniu inspektora objął stanowisko komendanta Policji Polskiej dla miasta Warszawy.
Pełniąc funkcję dowódcy największej jednostki organizacyjnej Policji Polskiej kontynuował wizję swego poprzednika i podejmował działania mające na celu zapewnienie sprawnego i rzetelnego funkcjonowania tej organizacji. Świadczą o tym między innymi zapisy z odpraw policji warszawskiej przechwycone przez wywiad ZWZ-AK, w trakcie których upominał swych podwładnych, aby nie dopuszczali do "dalszego obnoszenia munduru Policji Polskiej po mieście z piętnem brutala, łapownika i łajdaka".
Ze względu na przejawianą od samego początku służby w policji postawę apolityczności, ppłk A. Reszczyński nie należał do żadnej organizacji konspiracyjnej, a w szczególności odrzucił wystosowaną przez ZWZ-AK propozycję wstąpienia w szeregi Państwowego Korpusu Bezpieczeństwa. Był jednak ściśle związany z referatem 993/P Wydziału II Kontrwywiadu ZWZ-AK, któremu przekazał wiele wartościowych informacji. Brak osobistego zaangażowania w działania konspiracyjne sprawił, że informacje o zasługach ppłka Reszczyńskiego na rzecz Państwa Podziemnego były znane jedynie niewielkiej grupie osób, co doprowadziło do utrwalenia wśród opinii publicznej niekorzystnego wizerunku kolaboranta lub, co najmniej, osoby wysoce kontrowersyjnej i pośrednio przyczyniło do jego przedwczesnej śmierci.
Zginął w nocy z 4 na 5 marca 1943 r. we własnym mieszkaniu w Warszawie w zamachu przeprowadzonym przez Grupę Specjalną Sztabu Głównego Gwardii Ludowej (GL). GL prawdopodobnie nie wiedziała o jego związkach z Kontrwywiadem AK. Jak wskazuje B. Urbankowski pokrzyżowane zostały w ten sposób plany Kontrwywiadu AK, który chciał wykorzystać związki z ppłkem Reszczyńskim w celu uwolnienia aresztowanego przez Niemców Delegata Rządu na Kraj Jana Piekałkiewicza. Pochowany na cmentarzu Powązkowskim (kwatera 201-5-29,30).
Przez wiele lat był uważany za zdrajcę i kolaboranta. Dopiero w 1977 r. działająca w Londynie polska komisja orzekła, że żaden z Sądów Specjalnych Polski Podziemnej nie wydał na niego wyroku śmierci, a sam poszkodowany był zasłużonym współpracownikiem Kontrwywiadu AK.

## Życie prywatne
Jego żoną była Marta Reszczyńska-Stypińska (1905–1995), polska poetka i dramatopisarka emigracyjna.

## Ordery i odznaczenia
- Srebrny Krzyż Zasługi (dwukrotnie: po raz drugi 13 grudnia 1928[15])